# Osmia oramara
Osmia oramara är en biart som beskrevs av Warncke 1992. Osmia oramara ingår i släktet murarbin, och familjen buksamlarbin. Inga underarter finns listade i Catalogue of Life.